# 奥布 (摩泽尔省)
奥布（法語：Aube，法語發音：[ob] ⓘ）是法国摩泽尔省的一个市镇，属于梅斯区。

## 地理
奥布（49°1'37"N, 6°20'19"E）面积5.31 平方千米，位于法国大東部大區摩泽尔省，该省份为法国东北部内陆省份，是洛林的一部分，西南接默尔特-摩泽尔省，东临下莱茵省，北与卢森堡和德国接壤。
与奥布接壤的市镇（或旧市镇、城区）包括：伯村、勒米、蓬图瓦、雷米伊、尼德河畔桑里、索尔贝。

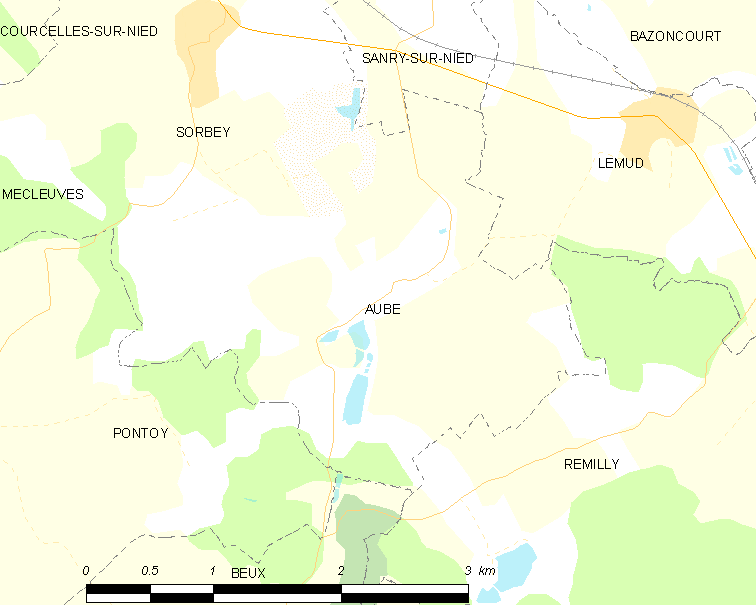
的OSM定位图

奥布的时区为UTC+01:00、UTC+02:00（夏令时）。

## 行政
奥布的邮政编码为57580，INSEE市镇编码为57037。

## 政治
奥布所属的省级选区为福尔克蒙县。

## 人口

1962-2008年间人口变化图示

奥布于2022年1月1日时的人口数量为266人。